# Ambassade van Oekraïne in Montenegro
De ambassade van Oekraïne in Montenegro is de vertegenwoordiging van Oekraïne in de Montenegrijnse hoofdstad Podgorica.
Montenegro erkende op 15 juni 2006 de onafhankelijkheid van [Oekraïne, waarop op 22 augustus 2006 de diplomatieke banden werden aangehaald. In 2008 werd de ambassade in Podgorica geopend.

## Ambassadeurs
- Slyusarenko Oksana, 2008–2014[3]
- Volodymyr Tsybulnyk, 2014–2015
- Tetiana Volkova, 2015–2017[4]
- Fiialka Nataliia, 2017–[5]